# Дубиль, Валерий Александрович
Валерий Александрович Дубиль (укр. Валерій Олександрович Дубіль; род. 26 сентября 1973, Червоноград, Львовская область, УССР, СССР) — украинский политик. Народный депутат Украины. Член партии Всеукраинское объединение «Батькивщина» с 7 июля 2007 года.

## Биография
Родился в семье военнослужащего. Вырос в городе Прилуки Черниговской области.
Окончил Прилуцкое медицинское училище по специальности фельдшер-акушер (1992) и Киевский национальный экономический университет («Экономика и предпринимательство», 2004). Магистр в области экономики, предпринимательства и маркетинга.
Работал фельдшером приемного отделения Прилуцкой центральной городской больницы (с октября 1992 по январь 2002).
С 2000 года — президент Благотворительного фонда «Европа» и ФК «Европа».
Женат, отец четверых детей.

## Политическая карьера
С 1998 по 2002 год — депутат Прилуцкого городского совета.
В 2002 году баллотировался кандидатом в народные депутаты в одномандатном избирательном округе № 210 Черниговской области, заняв 2 место.
С 2006 по 2008 год — депутат Днепровского районного совета города Киева.
С 9 июня 2008 по 12 декабря 2012 года — народный депутат Украины VI созыва от «Блока Юлии Тимошенко», № 174 в списке. Член Комитета по вопросам финансов, банковской деятельности, налоговой и таможенной политики.
С 12 декабря 2012 по 27 ноября 2014 года — народный депутат Украины VII созыва от партии Всеукраинское объединение «Батькивщина», избран по одномандатному округу № 205. По результатам голосования одержал победу набрав 50,2 % голосов избирателей. Заместитель председателя Комитета по вопросам бюджета.
На досрочных парламентских выборах 2014 года не смог пройти в Верховную Раду по списку партии Всеукраинское объединение «Батькивщина», но после сложения мандата Дмитрием Шлемко, 16 июня 2015 года стал народным депутатом Украины VIII созыва.
25 декабря 2018 года включён в список украинских физических лиц, против которых российским правительством введены санкции.